# Comyops striaticollis
Comyops striaticollis är en tvåvingeart som beskrevs av Wulp 1891. Comyops striaticollis ingår i släktet Comyops och familjen parasitflugor. Inga underarter finns listade i Catalogue of Life.